# ویکی‌پدیای گالیسیایی
این وب‌گاه یکی از نسخه‌های ویکی‌پدیا به زبان گالیسیایی است که تا تاریخ ۲۶ اوت ۲۰۱۰ دارای ۶۲۰۰۰ مقاله می‌باشد.
زبان گالیسیایی تا ۲۹ مه ۲۰۱۱ با ۷۱۵۹۷ مقاله در رده چهل‌ویکم ویکی‌پدیاها قرار گرفته است.